# Zośka Vieras
Zośka Vieras (în belarusă Зоська Верас; n. 18/30 septembrie 1892, Medjîbij, Letichevsky Uyezd⁠(d), Gubernia Podolia, Imperiul Rus – d. 8 octombrie 1991, Vilnius, Lituania), cunoscută sub pseudonimul Liudvika Sivickaja-Vojcik (în belarusă Людвіка Сівіцкая-Войцік), a fost o scriitoare belarusă. Ea a ajuns în centrul vieții literare belaruse din Vilna și a fost unul dintre inițiatorii și participanții activi ai renașterii naționale a Belarusului. A fost membră a Radei Republicii Democrate Belaruse, membră a Uniunii Scriitorilor din URSS.

## Familia și primii ani
Vieras s-a născut într-o familie nobilă în satul Medjîbij (azi un oraș din raionul Hmelnîțkîi, Ucraina) la 30 septembrie 1892. Străbunicul ei Ihnat Kulakoŭski a fost un profesor și cercetător proeminent al istoriei antice a Belarusului. A fost membru al mai multor societăți științifice din Danemarca, Vilna, Varșovia și Sankt Petersburg. Tatăl ei, Anton Sivițki, s-a născut la Hrodna (azi Grodno, în Belarus) și a urmat o carieră militară. Dragostea lui pentru lectură, precum și opiniile sale naționale au avut un mare impact asupra ideilor fiicei sale, mai târziu în viața ei.
După moartea tatălui ei în 1908, Vieras, împreună cu mama sa, s-au mutat la Hrodna. Aici ea a absolvit un liceu privat de fete (1912) și a fost o participantă activă, bibliotecară și secretară a Clubului Tineretului Belarus din Hrodna. Mai târziu, ea a urmat un curs de 10 luni despre grădinărit și apicultură, precum și un curs de medicină militară de 6 săptămâni la Varșovia (1914). În ciuda interesului ei pentru botanică, Vieras nu și-a continuat educația formală din cauza sănătății precare și a începutului Primului Război Mondial.

## Viața la Minsk
Între 1915 și 1918, Vieras a trăit în Minsk și a lucrat ca secretară a mai multor organizații naționale din Belarus, printre care: Secția Minsk a Societății Belaruse de Ajutor pentru Victimele Războiului, Comitetul Național Belarus, Rada Centrală (Consiliul) Organizațiilor Belaruse sau Adunarea Socialistă din Belarus.
Secția Minsk a Societății Belaruse de Ajutor pentru Victimele Războiului a fost o organizație de caritate care a ajutat victimele Primului Război Mondial și a fost unul dintre centrele mișcării naționale din Belarus cu sediul la Minsk (1915-1917).
Comitetul Național Belarus a fost creat de organizațiile naționale din Belarus în 1917, cu rolul de a formula, în coordonare cu Guvernul Provizoriu Rus, principiile autonomiei belaruse în cadrul Republicii Federale Ruse și de a pregăti alegerile pentru Rada (Consiliul) intern din Belarus (în belarusă Беларуская краёвая рада).
Rada Centrală (Consiliul) Organizațiilor Belaruse a coordonat activitățile organizațiilor naționale din Belarus în iulie – octombrie 1917.
Adunarea Socialistă din Belarus (în belarusă: Беларуская сацыялістычная грамада) a fost un partid revoluționar de pe teritoriul belarus al Imperiului Rus, care a luptat pentru autonomia Belarusului.
În 1917, Vieras a participat la Primul Congres al întregului Belarus (în belarusă: Першы Ўсебеларускі кангрэс sau Першая Ўсебеларуская канферэнцыя), care a jucat un rol important în consolidarea mișcării de eliberare națională a Belarusului. În 1918 a devenit membră a Radei Republicii Democrate Belaruse.

## Pe moșia bunicului
În 1918-1922, Vieras a locuit în moșia Aĺchoŭniki, care a aparținut bunicului ei. În acest timp, ea a avut grijă de mama ei bolnavă și de copilul nou-născut Anton Šantyr al cărui tată era Fabijan Šantyr⁠(d) poet, scriitor și personaj public din Belarus, condamnat la moarte și executat de autoritățile sovietice în 1920. Mai târziu, Anton Šantyr va fi persecutat, de asemenea, de autoritățile sovietice și va petrece zece ani în lagărele de prizonieri din Gulag.

## Perioada Vilnius
În 1923, Vieras s-a mutat la Vilnius, unde își va petrece restul vieții. În 1926 s-a căsătorit cu Anton Vojcik și, în 1927, s-a născut fiica lor Halina, care avea să devină un celebru filolog.
La Vilnius, Vieras a lucrat ca administratoare a redacțiilor mai multor ziare publicate de Sindicatul Țăranilor și Muncitorilor din Belarus (1924-1929), redactor al revistelor pentru copii Zaranka (Steaua dimineții, 1927–1931) și Praleska (Ghiocelul, 1925–1935), președinte a Societății Cooperative din Belarus Pčala (Albina, 1928–1939) și editor al revistei de apicultură Bielaruskaja borć (Stupul din Belarus, 1934–1938).
Ea a sprijinit prizonierii politici din Belarus care au fost deținuți în închisoarea Lukiškės. Ea a ajutat la scoaterea poeziilor lui Michaś Mašara din închisoare și a publicat prima lui colecție de poezii Малюнкі (Desene, 1928). Lucrările proprii ale lui Vieras, împreună cu poeziile unei alte poete bieloruse proeminente Natallia Arsienieva, au apărut în această perioadă în revistele Šliach moladzi (Calea tinereții) și Studenckaja dumka (Gândurile elevilor).
Abia în 1961, ea a fost în cele din urmă „descoperită” de filologul Arsieni Lis care cerceta documente pentru teza sa de doctorat în Arhivele din Vilnius. De atunci, ea a fost vizitată de scriitori (Uladzimier Karatkievič, Ryhor Baradulin⁠(d), Larysa Hienijuš, Danuta Bičeĺ-Zahnietava, Alieś Bačyla), cercetători (Adam Maĺdzis⁠(d), Janka Salamievič, Hienadź Kisialioŭ, Vitaĺ Skalaban), studenți și jurnaliști. Astfel ea a ajuns în centrul vieții literare belaruse din Vilnius. În 1982, Vieras a devenit membru al Uniunii Scriitorilor din URSS.
Ea a fost unul dintre fondatorii Societății de Cultură Belarusă din Lituania, înființată în 1989.

### Deces
Vieras a murit la 8 octombrie 1991, la vârsta de nouăzeci și nouă de ani. Ea și este înmormântată în cimitirul Paneriai de lângă Vilnius.

## Lucrări notabile
- Беларуска-польска-расейска-лацінскі батанічны слоўнік [Dicționar botanic belaruso-polonezo-ruso-latin], Vilna, 1924;
- Гісторыя ўжываньня зёлак у лячэньні [Istoria utilizării plantelor medicinale în tratament], 1934;
- „Заранка” [Steaua dimineții] // Полымя. 1968. nr. 4.
- Пяць месяцаў у Мінску [Cinci luni la Minsk] // Calea poetului, Minsk, 1975;
- Каласкі: Вершы, апавяданні [Spice de porumb: poezii, nuvele], Minsk, 1985;
- Старое Гродна // Краю мой — Нёман: Гродзеншчына літаратурная [Hrodna veche // Patria mea – Nioman: Hrodna literară, ], 1986k.
- Лісты Зоські Верас да Апалёніі Савёнак [Scrisorile lui Zośka Vieras către Apalionija Savionak] / Падр. да друку й камэнт. Н. Гардзіенкі // Запісы = Zapisy. — 2004. — Кн. 27. — С. 251–257.
- «Дасьпела душа мая ў цярпеньні. . . » Вершы і імпрэсіі [Sufletul meu s-a maturizat în răbdare: poezii și impresii] // Наша Вера : часопіс. — 2012. — nr. 3 (61). — С. 46, 47.
- Я помню ўсё. Успаміны, лісты [Îmi amintesc totul. Memorii, scrisori]/ Укладальнік Міхась Скобла. — Гародня; Wrocław: 2013. — 476 с. — (Гарадзенская бібліятэка). —ISBN: 978-83-7893-104-1